# HD 17240
HD 17240，又名BD+34 513，SAO 55872、HR 820，是一颗恒星，视星等为6.3，位于銀經147.96，銀緯-21.64，其B1900.0坐标为赤經2h 40m 54.3s，赤緯+35° -21.64′ 9″。